# Leucocodon
Leucocodon là một chi thực vật có hoa trong họ Thiến thảo (Rubiaceae).

## Loài
Chi Leucocodon gồm các loài: